# Sandrino Castec
Sandrino Castec Martínez (Santiago, 18 de junio de 1960-Santiago, 11 de diciembre de 2024)fue un futbolista chileno. Comenzó su carrera futbolística en Universidad de Chile, donde debutó en 1977 y es uno de sus máximos ídolos.

## Trayectoria
Oriundo de Santiago, a los 14 años se probó en Unión Española, donde no quedó. Luego le ofrecieron ir a Colo-Colo, más el se negó. Tiempo después, un amigo del Liceo Manuel de Salas le señaló que estaban haciendo pruebas en Universidad de Chile a la cual concurrió. Entre 500 niños, quedó entre los 3 escogidos por el entrenador de las inferiores Dante Pesce.
Convirtió su primera anotación en 1979 ante Santiago Morning, logrando un doblete ese mismo partido. El “Bombardero” se convirtió muy rápido en ídolo de Universidad de Chile, convirtiendo más de 50 goles con la escuadra universitaria. En 1980 el técnico Fernando Riera le dio la titularidad en desmedro de Luis Alberto Ramos, lo que fue aprovechado por Castec, quien marcó 15 goles, fundamentales en la campaña de ese equipo que, pese a perder su opción al título en Coronel ante Lota Schwager, obtuvo la clasificación a la Copa Libertadores a través de la Liguilla Pre-Libertadores. En el club azul destacó la dupla que conformó junto a Héctor Hoffens.
Luego de la campaña de 1980, comenzó a bajar su eficacia frente al arco, y en enero de 1982, en un partido ante Deportes Naval de Talcahuano valido por la Liguilla Pre-Libertadores 1981, a los 25 minutos de partidos se retuerce de dolor. Finalmente, sufrió una rotura de la rótula derecha. Además, durante 1983 tuvo un accidente de tránsito, cuando manejaba hacia la comuna de San Antonio volcó su auto, manejando en estado de ebriedad.
Jugó en la escuadra universitaria hasta abril de 1984, para firmar en Audax Italiano. Posteriormente regresó a Universidad de Chile en 1986, y en 1987 viajó a México para jugar por el Cruz Azul. En Ciudad de México no se logró adaptar, además de tener problemas con el entrenador de la Máquina Cementera, lo que propició su regreso al fútbol chileno, defendiendo los colores de Cobresal.
Se retiró del fútbol jugando en Deportes Valdivia, totalizando durante su carrera 63 goles por el torneo nacional chileno.

## Selección nacional
Su debut con la selección chilena fue el 18 de septiembre de 1980 en un partido amistoso contra la selección Argentina en el Estadio Malvinas Argentinas de la ciudad de Mendoza. En aquel partido convirtió un gol de chilena dentro del área. El partido finalizó con un empate 2-2.
Jugó un total de 7 partidos, marcando un gol, y obteniendo la clasificación a la Copa del Mundo de España 1982. Sin embargo, una lesión (rotura de la rótula derecha) le impidió ser considerado en la nómina final que asistió al Mundial.

### Participaciones en eliminatorias
| Clasificatoria                   | Resultado    | Partidos | Goles |
| -------------------------------- | ------------ | -------- | ----- |
| Eliminatorias Sudamericanas 1982 | Primer lugar | 2        | 1     |

## Estadísticas
Actualizado a fin de carrera deportiva.
| Club                         | Div.          | Temporada     | Liga  | Liga  | Copas nacionales | Copas nacionales | Torneos internacionales | Torneos internacionales | Total | Total | Media goleadora |
| Club                         | Div.          | Temporada     | Part. | Goles | Part.            | Goles            | Part.                   | Goles                   | Part. | Goles | Media goleadora |
| ---------------------------- | ------------- | ------------- | ----- | ----- | ---------------- | ---------------- | ----------------------- | ----------------------- | ----- | ----- | --------------- |
| Universidad de Chile · Chile | 1.ª           | 1977          | 1     | 0     | —                | —                | —                       | —                       | 1     | 0     | 0,00            |
| Universidad de Chile · Chile | 1.ª           | 1978          | 3     | 0     | —                | —                | —                       | —                       | 3     | 0     | 0,00            |
| Universidad de Chile · Chile | 1.ª           | 1979          | 17    | 3     | 4                | 0                | —                       | —                       | 21    | 3     | 0,14            |
| Universidad de Chile · Chile | 1.ª           | 1980          | 37    | 17    | 5                | 1                | —                       | —                       | 43    | 18    | 0,42            |
| Universidad de Chile · Chile | 1.ª           | 1981          | 22    | 11    | —                | —                | 4                       | 3                       | 26    | 14    | 0,54            |
| Universidad de Chile · Chile | 1.ª           | 1982          | 20    | 7     | —                | —                | —                       | —                       | 20    | 7     | 0,35            |
| Universidad de Chile · Chile | 1.ª           | 1983          | 24    | 4     | 12               | 1                | —                       | —                       | 36    | 5     | 0,14            |
| Universidad de Chile · Chile | 1.ª           | 1984          | —     | —     | 3                | 1                | —                       | —                       | 3     | 1     | 0,33            |
| Universidad de Chile · Chile | 1.ª           | 1986          | 31    | 12    | —                | —                | —                       | —                       | 31    | 12    | 0,39            |
| Universidad de Chile · Chile | 1.ª           | 1987          | —     | —     | 5                | 1                | —                       | —                       | 5     | 1     | 0,20            |
| Universidad de Chile · Chile | 2ª            | 1989          | 6     | 0     | 7                | 2                | —                       | —                       | 13    | 2     | 0,15            |
| Universidad de Chile · Chile | Total club    | Total club    | 161   | 54    | 36               | 6                | 4                       | 3                       | 201   | 63    | 0,31            |
| Audax Italiano · Chile       | 1.ª           | 1984          | 26    | 7     | -                | 6                | —                       | —                       | 26    | 13    | 0,50            |
| Audax Italiano · Chile       | 1.ª           | 1985          | 13    | 2     | -                | 4                | —                       | —                       | 13    | 6     | 0,46            |
| Audax Italiano · Chile       | Total club    | Total club    | 39    | 9     | -                | 10               | 0                       | 0                       | 39    | 19    | 0,49            |
| Cruz Azul · México           | 1.ª           | 1987-88       | 11    | 0     | —                | —                | —                       | —                       | 11    | 0     | 0,00            |
| Cruz Azul · México           | Total club    | Total club    | 11    | 0     | 0                | 0                | 0                       | 0                       | 11    | 0     | 0,00            |
| Deportes Cobresal · Chile    | 1.ª           | 1988          | 2     | 0     | —                | —                | —                       | —                       | 2     | 0     | 0,00            |
| Deportes Cobresal · Chile    | Total club    | Total club    | 2     | 0     | 0                | 0                | 0                       | 0                       | 2     | 0     | 0,00            |
| Deportes Valdivia · Chile    | 1.ª           | 1989          | 17    | 1     | —                | —                | —                       | —                       | 17    | 1     | 0,06            |
| Deportes Valdivia · Chile    | Total club    | Total club    | 17    | 1     | 0                | 0                | 0                       | 0                       | 17    | 1     | 0,06            |
| Total carrera                | Total carrera | Total carrera | 230   | 64    | 36               | 16               | 4                       | 3                       | 270   | 83    | 0,31            |
| 1. 2. 3.                     |               |               |       |       |                  |                  |                         |                         |       |       |                 |

## Palmarés

### Campeonatos nacionales
| Título     | Club                 | País  | Año  |
| ---------- | -------------------- | ----- | ---- |
| Copa Chile | Universidad de Chile | Chile | 1979 |

### Distinciones individuales
| Distinción                                                                   | Año  |
| ---------------------------------------------------------------------------- | ---- |
| Incluido dentro de las 50 mejores figuras históricas de Universidad de Chile | 2016 |

## Fallecimiento
Tras 7 meses de internación en el Hospital Dr. Sótero del Río tras sufrir un choque séptico en abril de 2024,falleció durante la mañana del 11 de diciembre de 2024 producto de una falla multiorgánica.